# Regel van Boole
In de numerieke wiskunde is de regel van Boole, genoemd naar de Engelse wiskundige George Boole, een kwadratuurformule voor het numeriek benaderen van een integraal. De regel is een vorm van de formule van Newton-Cotes voor vijf equidistante steunpunten. 
De vijf steunpunten {\displaystyle x_{1},\ldots ,x_{5}} verdelen het integratie-interval {\displaystyle [a,b]} in vier delen ter grootte
{\displaystyle h={\tfrac {1}{4}}(b-a)}
De steunpunten zijn 
{\displaystyle x_{i}=a+(i-1)h},
dus met ingesloten eindpunten {\displaystyle x_{1}=a,x_{5}=b}
De benadering volgens de regel van Boole is:
{\displaystyle \int _{a}^{b}f(x)\,\mathrm {d} x\approx {\frac {b-a}{90}}(7f(x_{1})+32f(x_{2})+12f(x_{3})+32f(x_{4})+7f(x_{5}))}
De fout in deze benadering is
{\displaystyle -\,{\frac {8}{945}}h^{7}f^{(6)}(c)}
waarin {\displaystyle a<c<b} en {\displaystyle {\frac {8}{945}}={\frac {2^{7}4!}{9!}}.}

## Trivia
De regel wordt vaak regel van Bode genoemd, als gevolg van een lees/typefout ({\displaystyle {\text{Boo}}\!{\text{le}}}) die afkomstig is uit Abramowitz and Stegun (1972, p. 886).